# Equilibri econòmic

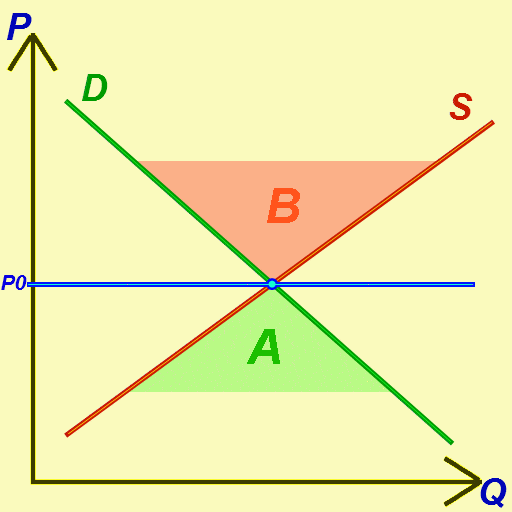
Preu d'equilibri:
- P - preu
- Q - quantitat d'un bé
- S - oferta
- D - demanda
- P0 - preu d'equilibri
- A - excés de demanda - quan P<P0
- B - excés d'oferta - quan P>P0

En economia, un equilibri econòmic és un estat del món on les forces econòmiques es troben equilibrades i en absència d'influències externes els valors de les variables econòmiques no canvien. És el punt en què la quantitat demandada i la quantitat ofertada són iguals. Un equilibri de mercat, per exemple, fa referència a la condició en què el preu de mercat s'estableix a través de la competència de manera que la quantitat de béns i serveis desitjats pels compradors és igual a la quantitat de béns i serveis produïts pels venedors. Aquest preu sol anomenar-se preu d'equilibri i tendeix a mantenir-se estable sempre que la demanda i l'oferta no variïn.

## Propietats de l'equilibri
A la major part de models microeconòmics senzills d'oferta i demanda es pot observar un equilibri estàtic al mercat. Això no obstant, l'equilibri econòmic pot existir en relacions que no siguin de mercat i pot ser dinàmic. Un equilibri també pot ser multimercat o general, en contraposició a l'equilibri parcial d'un sol mercat.
En economia, el terme equilibri és utilitzat per suggerir un estat de balanç entre les forces d'oferta i les forces de demanda. Per exemple, un augment en l'oferta alterarà l'equilibri i conduirà a una disminució dels preus. En general, un nou equilibri es pot aconseguir a la major part de mercats. Així, no hi haurà canvis en el preu o en la quantitat de producte venut i adquirit, fins que no hi hagi un moviment exogen a l'oferta o a la demanda (com canvis en la tecnologia o en les preferències). Això és, quan no hi ha forces endògenes que estableixin el preu o la quantitat.
No tots els equilibris econòmics són estables. Un equilibri serà estable quan petites desviacions a l'equilibri activen forces econòmiques que porten al subsistema econòmic cap a l'equilibri original.
La majoria dels economistes, com Paul Samuelson :Ch.3,p.52alerten sobre dotar un significat normatiu al preu d'equilibri. Per exemple, els mercats d'aliments poden estar en equilibri i alhora la gent pateix una situació de gana, ja que aquestes persones no tenen la capacitat de fer front a aquest preu elevat d'equilibri. Es tracta d'un exemple que s'ha donat a la història, com per exemple durant la Gran fam a Irlanda del 1845–53.

## Solució del preu d'equilibri
Per resoldre el preu d'equilibri, s'ha de representar o bé les corbes d'oferta i de demanda, i en el punt en què es creuen trobar-lo, o bé resoldre les seves equacions igualant-les.
Un exemple podria ser:

{\displaystyle {\begin{alignedat}{2}Q_{s}&=124+1.5\cdot P\\Q_{d}&=189-2.25\cdot P\\\\Q_{s}&=Q_{d}\\\\124+1.5\cdot P&=189-2.25\cdot P\\(1.5+2.25)\cdot P&=(189-124)\\P&={\frac {189-124}{1.5+2.25}}\\P&={\frac {65}{3.75}}\\P&=17.33\\\end{alignedat}}}
Al diagrama, que descriu corbes d'oferta i demanda senzilles, les quantitats demandades i ofertades al preu P són iguals.
A qualsevol preu per sobre de P l'oferta excedeix la demanda, mentre que a un preu per sota P la quantitat demandada excedeix la quantitat ofertada. En altres paraules, els preus on la demanda i l'oferta són fora de l'equilibri són definits com a punts de desequilibri, creant escassetat o sobreoferta. Els canvis en les condicions de demanda o oferta desplaçaran les corbes de demanda o oferta. Això provocarà canvis en el preu i la quantitat d'equilibri del mercat.

## Equilibri dinàmic
Mentre que en un equilibri estàtic totes les quantitats tenen valors inalterables, en un equilibri dinàmic diferents quantitats poden créixer al mateix ritme, deixant les ràtios inalterades. Per exemple, en un model neoclàssic de creixement, la població activa pot créixer a una taxa que sigui exògena (determinada fora del model per forces no econòmiques). En un equilibri dinàmic, el producte i l'estoc de capital físic també creixen a la mateixa taxa, sent el producte per treballador i l'estoc de capital per treballador inalterats. De manera similar, en els models d'inflació un equilibri dinàmic suposaria que el nivell de preus, l'oferta monetària nominal, les taxes de salari nominals, i totes els altres valors nominals poden créixer a una taxa comuna, mentre que els valors reals es mantinguin inalterats, com és el cas de la inflació.
El procés de comparar dos equilibris dinàmics entre ells es coneix com a dinàmica comparativa .